# Reinhard Mohn
Reinhard Mohn (Gütersloh, Alemanya, 29 de juny de 1921 – Steinhagen, 3 d'octubre de 2009) fou un empresari i editor alemany que presidí el grup editorial Berteslmann.
Descendent de la família fundadora del Grup Bertelsmann, assumí el control d'aquesta companyia el 1947 i la convertí en un dels grups editorials més importants del món; en fou president fins al 1981. Posteriorment Mohn cedí la major part de les seves accions al grup editorial per fundar la Fundació Bertelsmann, des de la qual pretengué fomentar l'interès per la lectura creant biblioteques i centres de lectura públics.
La seva vinculació a l'Estat espanyol es remunta al 1962, quan fundà el Círculo de Lectores, un club on els subscriptors podien comprar música i llibres des de casa sense haver-se de desplaçar a les llibreries.
El 1989 fundà la biblioteca de Can Torró a Alcúdia (Mallorca), lloc on va viure llargues temporades a la seva casa d'estiueig, acompanyat per tots els seus fills i la seva segona esposa, Liz Mohn. Fou nomenat «Fill Adoptiu d'Alcúdia» el 2005.
El 1998 fou guardonat amb el Premi Príncep d'Astúries de Comunicació i Humanitats, per «la seva capacitat per concebre i organitzar un model integrador i participatiu d'empresa en l'àmbit de la comunicació i les humanitats, que ha contribuït a la difusió de la cultura mitjançant l'edició de llibres i altres publicacions, la creació de biblioteques i el foment de la lectura, a través d'una xarxa mundial multimèdia amb particular projecció a Espanya, país amb la cultura del qual ha mostrat una palesa identificació».

## Altres condecoracions
- Gran Creu amb Estrella de l'Orde del Mèrit de la República Federal d'Alemanya
- Gran Creu de l'Orde al Mèrit Civil el 1999
- Medalla Jakob Fugger (2000)